# Jacob Holm (erhvervsmand)
 For alternative betydninger, se Jacob Holm. (Se også artikler, som begynder med Jacob Holm)
Jacob Holm (født 20. juli 1961 i Hellerup) er administrerende direktør for Fritz Hansen A/S.
Jacob Holm er søn af civilingeniør Erik Holm og hustru Tove født Nellemann (død 2001). Han er uddannet cand.polit. ved Københavns Universitet i 1985. Fra 1985-1986 var han ansat som direktionsassistent i Carlsberg A/S. Fra 1986-1989 var Jacob Holm ansat som direktionsassistent i Foss Electric A/S. I 1989 rykkede han videre til  DISA A/S som Strategichef, hvorefter han i 1989 blev ansat som vicedirektør i ISS A/S. I 1992 blev han Excecutive Vice President i ISS Inc., og i 1995 blev han ansat som administrerende direktør i Saatchi & Saatchi A/S. I 1998 blev Jacob Holm administrerende direktør for Fritz Hansen. 
Jacob Holm varetager en række bestyrelsesposter:
- Formand for Hans Just A/S & Hans Just Group A/S
- Bestyrelsesmedlem Arp-Hansen Hotel Group A/S
- Formand for Dansk Arkitektur Center
- Bestyrelsesmedlem i BLOXHUB
- Bestyrelsesmedlem i Fritz Hansen A/S
- Bestyrelsesmedlem i Ballingsløv International A/S

Ordner:
- Svensk Nordstjerneordenen
- Ridderkorset af Dannebrogordenen

Jacob Holm er gift med Barbara Bendix Becker, som han har to børn med. Sammen bor de nord for København.